# Copa Intertoto 1977
La Copa Intertoto 1977 fue la 17.ª edición de este torneo de fútbol a nivel de clubes de Europa. Participaron 40 equipos, 4 menos que en la edición anterior, los cuales pertenecen a la UEFA.
No hubo un campeón definido, ya que el ganador de cada grupo se llevó la copa, pero se considera como el equipo campeón al Slavia Praga de Checoslovaquia por ser el club que mostró un mejor nivel durante el torneo.

## Fase de grupos
Los 40 equipos fueron divididos en 10 grupos de 4 equipos cada uno, en donde el campeón de cada grupo se ganó la copa y el premio monetario del torneo.

### Grupo 1
| Club          | G | E | P | GF | GC | Pts. |
| ------------- | - | - | - | -- | -- | ---- |
| Halmstad      | 2 | 3 | 1 | 12 | 8  | 7    |
| Vojvodina     | 3 | 1 | 2 | 14 | 12 | 7    |
| Amsterdam     | 1 | 3 | 2 | 9  | 9  | 5    |
| Maccabi Jaffa | 2 | 1 | 3 | 9  | 15 | 5    |

|     | HAL | VOJ | AMS | JAF |
| --- | --- | --- | --- | --- |
| HAL |     | 3-1 | 1-1 | 4-1 |
| VOJ | 3-2 |     | 2-2 | 3-0 |
| AMS | 1-1 | 1-2 |     | 3-1 |
| JAF | 1-1 | 4-3 | 2-1 |     |

### Grupo 2
| Club             | G | E | P | GF | GC | Pts. |
| ---------------- | - | - | - | -- | -- | ---- |
| Duisburg         | 3 | 2 | 1 | 13 | 7  | 8    |
| Standard Liège   | 3 | 1 | 2 | 8  | 9  | 7    |
| Twente           | 3 | 0 | 3 | 13 | 13 | 6    |
| Maccabi Tel Aviv | 1 | 1 | 4 | 10 | 15 | 3    |

|     | DUI | STA | TWE | MTA |
| --- | --- | --- | --- | --- |
| DUI |     | 4-0 | 2-3 | 2-2 |
| STA | 0-0 |     | 2-1 | 2-1 |
| TWE | 0-2 | 3-2 |     | 3-4 |
| MTA | 2-3 | 0-2 | 1-3 |     |

### Grupo 3
| Club                | G | E | P | GF | GC | Pts. |
| ------------------- | - | - | - | -- | -- | ---- |
| Inter Bratislava    | 4 | 1 | 1 | 18 | 11 | 9    |
| Eintracht Frankfurt | 2 | 3 | 1 | 13 | 8  | 7    |
| Wacker Innsbruck    | 2 | 2 | 2 | 10 | 10 | 6    |
| Zürich              | 1 | 0 | 5 | 4  | 16 | 2    |

|     | INT | EIN | INN | ZUR |
| --- | --- | --- | --- | --- |
| INT |     | 2-5 | 4-2 | 5-0 |
| EIN | 2-2 |     | 1-1 | 4-1 |
| INN | 1-3 | 1-1 |     | 3-0 |
| ZUR | 1-2 | 1-0 | 1-2 |     |

### Grupo 4
| Club         | G | E | P | GF | GC | Pts. |
| ------------ | - | - | - | -- | -- | ---- |
| Slavia Sofia | 5 | 0 | 1 | 13 | 7  | 10   |
| Malmö FF     | 3 | 2 | 1 | 12 | 4  | 8    |
| Hamburg      | 2 | 1 | 3 | 11 | 15 | 5    |
| Grasshopper  | 0 | 1 | 5 | 5  | 15 | 1    |

|     | SOF | MAL | HAM | GRA |
| --- | --- | --- | --- | --- |
| SOF |     | 1-0 | 3-0 | 2-1 |
| MAL | 3-0 |     | 5-0 | 1-0 |
| HAM | 2-3 | 2-2 |     | 4-1 |
| GRA | 1-4 | 1-1 | 1-3 |     |

### Grupo 5
| Club         | G | E | P | GF | GC | Pts. |
| ------------ | - | - | - | -- | -- | ---- |
| Slavia Praga | 4 | 2 | 0 | 23 | 8  | 10   |
| Legia Warsaw | 3 | 3 | 0 | 11 | 6  | 9    |
| Young Boys   | 1 | 1 | 4 | 8  | 16 | 3    |
| Landskrona   | 1 | 0 | 5 | 7  | 19 | 2    |

|     | SLA | LEG | YOU | LAN |
| --- | --- | --- | --- | --- |
| SLA |     | 1-1 | 5-0 | 6-1 |
| LEG | 2-2 |     | 4-1 | 1-0 |
| YOU | 1-4 | 1-1 |     | 4-0 |
| LAN | 3-5 | 1-2 | 2-1 |     |

### Grupo 6
| Club         | G | E | P | GF | GC | Pts. |
| ------------ | - | - | - | -- | -- | ---- |
| Frem         | 4 | 1 | 1 | 16 | 4  | 9    |
| Ruch Chorzów | 4 | 0 | 2 | 14 | 8  | 8    |
| Rijeka       | 2 | 2 | 2 | 10 | 8  | 6    |
| GAK          | 0 | 1 | 5 | 1  | 21 | 1    |

|     | FRE | RUC | RIJ | GAK |
| --- | --- | --- | --- | --- |
| FRE |     | 3-0 | 2-0 | 6-0 |
| RUC | 2-1 |     | 2-4 | 5-0 |
| RIJ | 2-2 | 0-1 |     | 1-1 |
| GAK | 0-2 | 0-4 | 0-3 |     |

### Grupo 7
| Club               | G | E | P | GF | GC | Pts. |
| ------------------ | - | - | - | -- | -- | ---- |
| Jednota Trenčín    | 5 | 0 | 1 | 18 | 6  | 10   |
| Zagłębie Sosnowiec | 5 | 0 | 1 | 13 | 4  | 10   |
| Lillestrøm         | 1 | 0 | 5 | 5  | 15 | 2    |
| LASK Linz          | 1 | 0 | 5 | 4  | 15 | 2    |

|     | JED | ZAG | LIL | LIN |
| --- | --- | --- | --- | --- |
| JED |     | 3-0 | 5-1 | 4-0 |
| ZAG | 2-0 |     | 3-0 | 3-0 |
| LIL | 2-3 | 0-2 |     | 1-0 |
| LIN | 1-3 | 1-3 | 2-1 |     |

### Grupo 8
| Club              | G | E | P | GF | GC | Pts. |
| ----------------- | - | - | - | -- | -- | ---- |
| Slovan Bratislava | 4 | 1 | 1 | 16 | 8  | 9    |
| Hertha Berlin     | 3 | 2 | 1 | 6  | 2  | 8    |
| B 1903            | 0 | 4 | 2 | 4  | 7  | 4    |
| Admira Vienna     | 0 | 3 | 3 | 4  | 13 | 3    |

|      | SLO | HER | 1903 | ADM |
| ---- | --- | --- | ---- | --- |
| SLO  |     | 2-1 | 3-1  | 5-1 |
| HER  | 3-0 |     | 0-0  | 1-0 |
| 1903 | 1-1 | 0-1 |      | 1-0 |
| ADM  | 1-5 | 0-0 | 1-1  |     |

### Grupo 9
| Club             | G | E | P | GF | GC | Pts. |
| ---------------- | - | - | - | -- | -- | ---- |
| Öster            | 4 | 2 | 0 | 13 | 7  | 10   |
| Zbrojovka Brno   | 4 | 0 | 2 | 14 | 9  | 8    |
| Austria Salzburg | 0 | 3 | 3 | 5  | 9  | 3    |
| Aalborg          | 0 | 3 | 3 | 6  | 13 | 3    |

|     | ÖST | ZBR | AUS | AAL |
| --- | --- | --- | --- | --- |
| ÖST |     | 4-2 | 1-0 | 2-2 |
| ZBR | 1-2 |     | 3-1 | 2-1 |
| AUT | 1-1 | 1-2 |     | 1-1 |
| AAL | 1-3 | 0-4 | 1-1 |     |

### Grupo 10
| Club           | G | E | P | GF | GC | Pts. |
| -------------- | - | - | - | -- | -- | ---- |
| Pogoń Szczecin | 3 | 3 | 0 | 11 | 4  | 9    |
| KB             | 1 | 4 | 1 | 8  | 10 | 6    |
| Sturm Graz     | 2 | 1 | 3 | 10 | 6  | 5    |
| Chênois        | 1 | 2 | 3 | 3  | 12 | 4    |

|     | POG | KBK | STU | CHE |
| --- | --- | --- | --- | --- |
| POG |     | 2-2 | 1-0 | 6-1 |
| KBK | 1-1 |     | 2-1 | 0-0 |
| STU | 0-0 | 5-2 |     | 4-0 |
| CHE | 0-1 | 1-1 | 1-0 |     |